# 八角枫属
八角枫属（学名：Alangium），根据传统分类法，是属于八角枫科（Alangiaceae）的乔木或灌木，根据APG II 分类法，它属于山茱萸科（Cornaceae）。八角枫属包括約40種，但部分分類存在爭議，分布在非洲、中国、日本、东南亚和大洋洲，中国有8种，广泛分布于长江以南各省，少数种可北上到河北。
属名Alangium：来源于马拉巴语alangi，一种植物名。

## 特征
该属树木单叶互生；花两性，排成腋生的聚伞花序，花萼和花瓣为4-10，花瓣线形，外卷；果实为核果。

## 物种
本属包括以下物种：
- 高山八角枫 Alangium alpinum
- 髯毛八角枫 Alangium barbatum
- 八角枫 Alangium chinense
- 密花八角枫 Alangium confertiflorum
- 小花八角枫 Alangium faberi
- 中印八角枫 Alangium indochinense
- 毛八角枫 Alangium kurzii
- 广西八角枫 Alangium kwangsiense
- 瓜木 Alangium platanifolium
- 日本八角枫 Alangium premnifolium
- 青川八角枫 Alangium qingchuanense
- 土坛树 Alangium salviifolium
- 云南八角枫 Alangium yunnanense